# Меметика
Меметика — підхід до еволюційних моделей передачі інформації, який в поняттях  генетики вивчає розмноження, розповсюдження, відбір, мутацію та рекомбінацію, а також смерть  мемів — одиниць культурної інформації.

## Історія меметики
У 1976 році в книзі «Егоїстичний ген» Річард Докінз запропонував вважати мінімальною одиницею природного відбору не особину, а певний ген, який вона в собі містить. Він доводить, що саме генетична конкуренція забезпечує еволюційний прогрес. Далі автор вводить поняття стабільності. На його думку, рання форма  природного відбору полягала у відборі стабільних форм і відкиданні нестабільних. Стабільність трактується як можливість зберігатися протягом тривалого часу, або швидко себе копіювати, або копіювати себе дуже точно. Далі Докінз висуває ідею, що ген — це лише окремий випадок одиниці особливого роду, що здатна до самокопіювання. Вона отримала назву — реплікатор.
Еволюція людини спонукається двома типами реплікаторів: біологічними і культурними. Для визначення культурних реплікаторів Докінз вводить новий термін мем. Меми є одиницями передачі культурної спадщини і розповсюджуються, переходячи із одного мозку в інший за допомогою процесу імітації. Прикладами мемів є мелодії, ідеї, розхожі вирази, фасони одягу, способи виробництва посуду чи будування куполів. Докінз розробляє тему мемів в подальших роботах. В есе «Віруси розуму» він застосовує меметику для пояснення феномена релігійної віри і різних характеристик організованих релігій.
Сучасний меметичний рух починає відлік з середини 1980-х. У січні 1983 Дуглас Хофстадтер в «Metamagical Themas», колонці в «Scientific American», а також однойменній збірці статей висунув пропозицію називати дисципліну, яка вивчає меми, меметикою. Поняття «мем» і «меметика» з 1988 року включені до  Оксфордського словника англійської мови — словника, що задає нормативні категорії наукової та інформаційної сфери.
В окресленні предметної сфери меметики брали участь Деніел Деннет, Річард Броуді, Сьюзен Блекмор та ін.
У 1995—1996 роках Деніел Деннет і Бен Каллен (Ben S. Cullen) висунули ще одне трактування мемів. Оскільки культурні ідеї можуть діяти всупереч інтересів індивіда, в свідомості якого вони існують, їх можна характеризувати як паразитуючі на людині і назвати «культурними вірусами».
У своїй книзі «Машина мемів» (2000) Блекмор розглядає людину як організм-носій мемів. Розмірковуючи далі, вона доходить висновку, що «люди не володіють думками, не генерують ідеї, а тільки їх імітують, зберігають і передають». У 2002 році Сьюзен Блекмор на Міжнародному конгресі по онтопсихології і меметиці, запропонувала визначати як предмет нової науки стійкі сукупності мемів — мемплекси.

## Методологія меметики
Меметика переносить терміни та концепції з еволюційної теорії (зокрема генетики) до сфери людської культури та ідеології, що дає привід противникам робити їй закид у біологічному редукціонізмі. Меметика також використовує математичні моделі, намагаючись пояснити такі суперечливі теми, як релігія і політичні системи. Принципова критика меметики включає твердження, що меметика ігнорує останні досягнення в інших полях (соціології, когнітивної психології, соціальної психології та ін.) і є «занадто ізольованою» наукою.

## Нерозв'язані питання меметики
- Яким чином можна вимірювати мем як «одиницю культурної інформації»?
  - Вимірювання припускає деякого роду нотаційний опис для змісту мема.
  - Вимірювання припускає визначення відтворення характеристик мема, історичне (т.з. мемологія) й поточне.
  - Вимірювання припускає наявність інструментів для прогнозування майбутнього мемів.
- Наскільки відрізняються біологічна і культурна еволюції?
- У чому полягає взаємодія між меметичним підходом і останніми досягненнями у сфері комп'ютерної науки, включно з обчислювальною соціологією?
- Оскільки меметика займається питаннями культурної еволюції й багато культурних елементів передаються за допомогою мови, чому сфера історичних і еволюційно-лінгвістичних знань ігноруються при обговоренні меметики?
- Чи здатна меметика задовольняти класичним вимогам науки до валідності досліджень (верифікованість, когерентизм, лезо Оккама)?

## Термінологія
- Мем — стійка одиниця інформації, здатна до реплікації.
- Меном — сукупність мемів однієї особи.
- Мемотип — інформаційний зміст мема.
- Мемокомплекс (іноді: мемплекс) — група мемів, в якій розвинулися симбіотичні відносини; набір ідей, які підсилюють одна одну. Мемокомплекси, взагалі, можна порівняти з симбіотичними колекціями індивідуальних генів, що складають генетичний код біологічних організмів. Прикладом мемокомплекса вважають релігію.
- Мембот — неологізм, який використовується для опису людей, які до такого ступеня опинилися у владі певного мема (або мемокомплекса), що пріоритетною метою їхнього існування стає втілення та / або розповсюдження цього мема. Такі люди діють, наче запрограмовані роботи (звідки й пішла ця назва).

## Критика
Критики меметики не вважають обґрунтованим перенесення принципів генетики на аналіз інформаційних процесів.